# 토머스 부시넬
토머스 부시넬(Thomas Bushnell, BSG, 1967년 12월 13일 ~ ), 이전 이름은 마이클 부시넬(Michael Bushnell)이며, 소프트웨어 개발자이자 그레고리오 수도사이다. 그는 GNU의 공식 커널 프로젝트인 GNU 허드의 설립자이자 주요 설계자였다. 부시넬은 허드 설립부터 2003년 11월까지 허드의 공식 관리자였다. 부시넬은 이전에 데비안 개발자였고, 2010년 7월부터 2024년 1월 해고 때까지 Google LLC에 고용되었다. 그는 글렌데일 (캘리포니아주)에 있는 성 마크 성공회 교회의 회원이다.

## 어린 시절과 교육
부시넬은 1967년 12월 13일 앨버커키에서 태어났다.
부시넬은 1985-1986년에 카네기 멜런 대학교에서 1년 동안 다녔고, 그 다음 뉴멕시코 대학교에서 거의 2년 동안 다녔다. 이후 1999년에 매사추세츠 대학교 보스턴에서 철학과 고전학을 전공하여 최우등으로 학사 학위를 받았다. 2007년에 그는 캘리포니아 대학교 어바인에서 학위논문 "선에 대한 피터 아벨라르의 개념"으로 보니 켄트 교수 지도 아래 박사 학위를 마쳤다.

## 소프트웨어 개발

### GNU 허드
GNU 허드 커널은 1990년에 출시되었고 부시넬은 수석 개발자였다. 이 커널은 GNU 운영체제를 완성하는 데 필요한 마지막 자유 소프트웨어 구성 요소 중 하나가 될 예정이었다. 그러나 리처드 스톨먼에 따르면, 부시넬이 "가능한 한 빨리 허드를 실행시키려고 하기보다는 자신이 배운 것을 바탕으로 코드의 상당 부분을 여러 번 재설계하고 다시 작성했기 때문에" 프로젝트는 다양한 이유로 지연을 겪고 있었다. 스톨먼은 "그것은 좋은 설계 관행이었지만, 우리가 목표로 하는 '가능한 한 빨리 무언가를 작동시키는 것'에는 적절한 관행이 아니었다"고 말했다.
부시넬은 허드 설립부터 2003년 11월까지 허드의 공식 관리자였는데, 이때 그는 GNU 자유 문서 사용 허가서를 비판했다는 이유로 스톨먼에게 해고당했다고 GNU 프로젝트의 토론 메일링 리스트에 게시했다. 스톨먼은 해고가 부시넬이 2001년부터 활동이 없었고 메일에 응답하지 않았기 때문이라고 말했다.

### 구분투
부시넬은 이전에 구글이 만든 우분투 기반의 리눅스 배포판인 구분투에서 일했다.

## 스톨먼에 대한 코멘트
리처드 스톨먼이 자유 소프트웨어 재단 회장직에서 사임하고 MIT에서 객원 직책을 맡은 후, 부시넬은 미디엄에 스톨먼에게 동정심을 느끼지만, 그가 사임한 것이 자유 소프트웨어 커뮤니티에 좋았다고 생각한다고 썼다.